# Fernando Rodríguez (Fußballspieler, 1983)
Fernando Rodríguez (* 2. Januar 1983 in Montevideo) ist ein ehemaliger uruguayischer Fußballspieler.

## Verein
Der je nach Quellenlage 1, 79 Meter, 1,80 Meter oder 1,82 Meter große Torhüter "Gato" Rodríguez gehörte seit der Apertura 2002 dem Kader des uruguayischen Erstligisten Defensor an. 2007/08 gewann er mit seiner Mannschaft den uruguayischen Landesmeistertitel. In der Clausura 2008 wurde er dabei dreimal in der Primera División eingesetzt. In der Folgesaison lief er insgesamt dreimal in der Liga auf. Auch in der Clausura 2010 bestritt er zwei Erstligaspiele für die "Violetten". In der Apertura 2010 folgten drei weitere Partien in der Primera División mit seiner Beteiligung. Es folgte sodann eine Station beim Ligakonkurrenten El Tanque Sisley, dem er sich zur Apertura 2012 anschloss.

## Nationalmannschaft
Rodríguez gehörte der uruguayischen U-17-Auswahl an, die bei der U-17-Fußball-Südamerikameisterschaft 1999 in Uruguay den dritten Platz belegte.  Im selben Jahr trat er mit dem von Víctor Púa trainierten Team ebenfalls bei der U-17-Fußball-Weltmeisterschaft 1999 in Neuseeland an und erreichte das Viertelfinale. Dort musste man sich Ghanas Auswahl geschlagen geben. Im Verlaufe des Turniers wurde er nicht eingesetzt.

## Erfolge
- Uruguayischer Meister 2007/08

## Trainertätigkeit
Derzeit (Stand: 2014) wird er als für die Torhüter zuständiges Mitglied des Trainerstabs im Bereich der Jugendmannschaften Defensors geführt.